# 陳佳樺
陳佳樺（2000年3月27日—），為台灣花式撞球選手，周婕妤的愛徒，目前就讀於臺北市立大學，外號「天才少女」、「未來之星」。11歲時接觸撞球，13歲時開始參加各球館所舉辦的私人撞球比賽，2017年入選世界女子花式撞球公開賽。

## 比賽成績
| 2012 | 全國中等學校撞球錦標賽女子單打          | 冠軍 |
| 2014 | 全國中等學校撞球錦標賽女子單打          | 冠軍 |
| 2014 | APBU亞洲青少年花式撞球錦標賽-雙打       | 冠軍 |
| 2015 | APBU王詹樣盃亞洲花式撞球錦標賽-女子單打 | 冠軍 |
| 2016 | ACBS台塑盃亞洲花式撞球錦標賽-女子單打   | 亞軍 |
| 2016 | ACBS台塑盃亞洲花式撞球錦標賽-女子雙打   | 亞軍 |
| 2016 | WPA世界青少女花式撞球錦標賽             | 冠軍 |
| 2016 | 廚藝盃美式九球國際公開賽                | 亞軍 |
| 2018 | 世界青少年9號球錦標賽                   | 冠軍 |
| 2022 | WPBA美洲豹加拿大公開賽                  | 冠軍 |
| 2022 | 2022世界女子10號球世錦賽                | 第五名 - 撞球》本屆安麗盃最幼齒 陳佳樺驚險晉24強 （页面存档备份，存于） - 終結菲「天才少女」 陳佳樺封后 （页面存档备份，存于） - 安麗盃／從球迷到選手 周婕妤徒弟陳佳樺：好像在作夢 （页面存档备份，存于） |

1. ↑  自由時報電子報. . 自由時報電子報. 2018-11-04  [2023-04-12]. （原始内容存档于2023-04-17）.